# 金環三結
金環三結，《三国演义》虚构人物，南蠻五溪洞人，為南蠻王孟獲配下之第一洞元帥。
金環三結與同僚董荼那、阿會喃一起守備五溪洞的蠻寨，去抵抗來南征的蜀軍。但是，由於蜀將魏延、趙雲給諸葛亮的激將法挑撥去偷襲蠻寨，金環三結因而受到突如其來的攻擊。出戰時正逢趙雲，混亂中僅一個回合就遭對方刺死，首級被梟。